# 清水太志郎
清水 太志郎（しみず たいしろう、1981年8月6日 - ）は、宮崎県日南市出身の元男子プロバスケットボール選手、現バスケットボール指導者である。現役時代のポジションはポイントガード、シューティングガード。

## 来歴
8歳でバスケットボールを始める。
日南市立吾田中学校から宮崎県立小林高等学校に進学し、3年生時の1999年、全国高等学校総合体育大会バスケットボール競技大会（インターハイ）でベスト8、全国高等学校バスケットボール選抜優勝大会（ウインターカップ）では準優勝。
2000年、筑波大学に進学。2004年、日本リーグの大塚商会アルファーズに入団。
2005年、bjリーグ発足に当たりトライアウトに参加。埼玉ブロンコスにドラフト外で入団。2005-06シーズンはレギュラーシーズン全40試合に出場した。2006-07シーズンは1試合当たりのプレータイムが増加し、アシスト数でリーグ8位。
2007-08シーズンから若いながらにも埼玉のキャプテンを務める。2008-09シーズンからは2シーズン連続でレギュラーシーズン全52試合に出場。埼玉時代の背番号は1。
2010年オフ、FA権を行使して2010-11シーズンよりbjリーグに新規参入する宮崎シャイニングサンズに移籍。
2012年、大分ヒートデビルズに移籍。2012-13シーズンはレギュラーシーズン全52試合にスターターで出場。2013年3月には月間1試合平均20得点を記録したことなどが評価され月間MVPを受賞。
2015年7月、ライジング福岡に移籍。
2016年オフ、サンロッカーズ渋谷へ移籍。
2019年オフ、現役を引退し、渋谷のアシスンタントコーチに就任。
2021年、三遠ネオフェニックスのアシスタントコーチに就任。
2022年2月2日、三遠のヴィティンチッチヘッドコーチの休養に伴い、HC代行に就任する。
チームジャージの表示名は"T"である。

## エピソード
プロ入り後この選手の行くチームは、何らかのトラブルに巻き込まれることが多く、埼玉ブロンコス時代は常に最下位争いと経営難に苦しみ、宮崎シャイニングサンズ、大分ヒートデビルズ、ライジング福岡では経営破綻による会社破産や経営者変更、Bリーグ加盟一時断念などを経験。
大分時代はシーズン中に運営がリーグ主管のテンポラリーゲームオペレーションに変わった際、給与未払なども受けている。
サンロッカーズ渋谷時代は自らがアキレス腱断裂の大怪我もしている。
三遠ネオフェニックスでは成績不振のためHC休養、自らが指揮を取ることとなった。
このため、実力の割に結果が伴わないなど評価がされにくい選手・コーチと言われている。

## 記録
| シーズン         | チーム | GP | GS | MPG  | FG%  | 3P%  | FT%  | RPG | APG | SPG | BPG | TO  | PPG  |
| ---------------- | ------ | -- | -- | ---- | ---- | ---- | ---- | --- | --- | --- | --- | --- | ---- |
| bjリーグ 2005-06 | 埼玉   | 40 | 15 |      |      |      |      |     |     |     |     |     | 6.5  |
| bjリーグ 2006-07 | 埼玉   | 38 | 10 |      |      |      |      |     |     |     |     |     | 9.4  |
| bjリーグ 2007-08 | 埼玉   | 43 | 37 |      |      |      |      |     |     |     |     |     | 7.7  |
| bjリーグ 2008-09 | 埼玉   | 52 | 51 |      |      |      |      |     |     |     |     |     | 11.4 |
| bjリーグ 2009-10 | 埼玉   | 52 | 47 |      |      |      |      |     |     |     |     |     | 7.2  |
| bjリーグ 2010-11 | 宮崎   | 50 | 49 |      |      |      |      |     |     |     |     |     | 11.5 |
| bjリーグ 2011-12 | 宮崎   | 52 | 19 | 29.7 | .364 | .360 | .813 | 3.5 | 3.7 | 1.2 | 0.1 | 1.6 | 11.0 |
| bjリーグ 2012-13 | 大分   | 52 | 52 | 35.5 | .396 | .403 | .770 | 3.9 | 4.0 | 1.3 | 0.1 | 1.8 | 13.7 |
| bjリーグ 2013-14 | 大分   | 48 | 48 | 36.6 | .397 | .415 | .800 | 3.8 | 3.3 | 1.3 | 0.1 | 1.5 | 13.1 |
| bjリーグ 2014-15 | 大分   | 50 |    | 29.5 | .382 | .376 | .745 | 2.2 | 2.5 | 1.0 | 0.1 | 1.3 | 8.4  |
| bjリーグ 2015-16 | 福岡   | 52 | 40 | 28.4 | .382 | .359 | .758 | 3.2 | 2.9 | 0.8 | 0.1 | 1.6 | 8.0  |
| B1 2016-17       | 渋谷   |    |    |      |      |      |      |     |     |     |     |     |      |

- bjリーグ
  - オールスターゲーム出場（2006-07、2007-08、2010-11、2011-12、2012-13）
  - 週間MVP　6回
  - 月間MVP　1回